# Thủy điện Sông Quang
Thủy điện Sông Quang là thủy điện xây dựng trên dòng Sông Quàng tại vùng đất bản Lắm xã Châu Thôn huyện Quế Phong tỉnh Nghệ An, Việt Nam .
Thủy điện Sông Quang có công suất lắp máy 12 MW với 2 tổ máy, khởi công năm 2013, dự kiến hoàn thành năm 2018.
Thủy điện Sông Quang 2 cũng đang được dự tính xây dựng tại xã Châu Thôn.

## Sông Quàng
Sông Quàng là phụ lưu cấp 1 của Sông Hiếu trong hệ thống sông Lam, chảy ở huyện Quế Phong tỉnh Nghệ An. Tên sông theo các bản đồ địa hình  và "Danh mục địa danh... Nghệ An"  là Sông Quàng, nhưng một số văn liệu viết là Sông Quang.
Trong lưu vực sông Quàng đã xây dựng 3 thủy điện.
- Thủy điện Sông Quang.
- Thủy điện Châu Thắng (hay Thủy điện Sông Quàng) công suất lắp máy 14 MW, xây dựng trên sông Quàng tại vùng đất bản Chiềng xã Châu Thắng huyện Quỳ Châu, đã hoạt động năm 2016. 19°36′02″B 104°59′36″Đ / 19,600663°B 104,993269°Đ
- Thủy điện Châu Thôn công suất lắp máy 18 MW, xây dựng trên dòng nậm Tột tại vùng đất bản Lắm xã Châu Thôn, khởi công tháng 11/2007 hoàn thành tháng 04/2012 [4][5]. 19°35′12″B 104°47′53″Đ / 19,586722°B 104,79805°Đ